# Едсон Альварес
Едсон Альварес (ісп. Edson Álvarez; нар. 24 жовтня 1997, Тлальнепантла-де-Бас) — мексиканський футболіст, півзахисник англійського «Вест Гема» та національної збірної Мексики.

## Клубна кар'єра
Вихованець столичної «Америки». 25 серпня 2016 року в матчі Кубка Мексики проти «Мінерос де Сакатекас» Едсон дебютував за основний склад. 30 жовтня у матчі проти «Сантос Лагуна» він дебютував у мексиканській Прімері. 26 грудня у поєдинку проти «УАНЛ Тигрес» Альварес забив свій перший гол за «Америку».
Провівши за три роки 86 матчів чемпіонату за «Америку», влітку 2019 року перебрався до Європи, ставши за 15 мільйонів євро гравцем амстердамського «Аякса».

## Виступи за збірну
У 2017 році Альварес у складі молодіжної збірної Мексики взяв участь у молодіжному чемпіонаті Північної Америки Коста-Риці. На турнірі він зіграв у матчах проти команд Антигуа і Барбуди, Канади, США, Сальвадору і Гондурасу.
У тому ж році Альварес взяв участь у молодіжному чемпіонаті світу у Південній Кореї. На турнірі він зіграв у матчах проти команд Вануату, Німеччини, Венесуели, Сенегалу та Англії. У поєдинку проти вануатійців Едсон забив гол.
9 лютого 2017 року дебютував в офіційних іграх у складі національної збірної Мексики в товариському матчі проти збірної Ісландії, замінивши у другому таймі Хесуса Моліну.
Того ж року у складі збірної був учасником розіграшу Золотого кубка КОНКАКАФ 2017 року у США, де був лише гравцем резерву.
А вже за два роки, на переможному для мексиканців Золотому кубку КОНКАКАФ 2019 був гравцем основного складу збірної.
| Дата       | Місто                    | Господарі      | Результат               | Гості              | Турнір                                   | Голи | Примітки |
| ---------- | ------------------------ | -------------- | ----------------------- | ------------------ | ---------------------------------------- | ---- | -------- |
| 8-2-2017   | Вітні                    | Мексика        | 1 – 0                   | Ісландія           | товариський матч                         | -    | 61'      |
| 10-7-2017  | Сан-Дієго                | Мексика        | 3 – 1                   | Сальвадор          | Кубок КОНКАКАФ 2017 - 1-й етап           | -    |          |
| 14-7-2017  | Денвер                   | Мексика        | 0 – 0                   | Ямайка             | Кубок КОНКАКАФ 2017 - 1-й етап           | -    |          |
| 17-7-2017  | Сан-Антоніо              | Кюрасао        | 0 – 2                   | Мексика            | Кубок КОНКАКАФ 2017 - 1-й етап           | 1    | 66'      |
| 21-7-2017  | Глендейл                 | Мексика        | 1 – 0                   | Гондурас           | Кубок КОНКАКАФ 2017 - чвертьфінал        | -    |          |
| 24-7-2017  | Пасадена                 | Мексика        | 0 – 1                   | Ямайка             | Кубок КОНКАКАФ 2017 - півфінал           | -    | 25'      |
| 5-9-2017   | Сан-Хосе                 | Коста-Рика     | 1 – 1                   | Мексика            | Відбір до ЧС 2018                        | -    |          |
| 10-10-2017 | Сан-Педро-Сула           | Гондурас       | 3 – 2                   | Мексика            | Відбір до ЧС 2018                        | -    | 46' 74'  |
| 10-11-2017 | Брюссель                 | Бельгія        | 3 – 3                   | Мексика            | товариський матч                         | -    | 60'      |
| 27-3-2018  | Арлінгтон                | Мексика        | 0 – 1                   | Хорватія           | товариський матч                         | -    | 68'      |
| 29-5-2018  | Пасадена                 | Мексика        | 0 – 0                   | Уельс              | товариський матч                         | -    |          |
| 3-6-2018   | Мехіко                   | Мексика        | 1 – 0                   | Шотландія          | товариський матч                         | -    |          |
| 9-6-2018   | Брондбю                  | Данія          | 2 – 0                   | Мексика            | товариський матч                         | -    | 46'      |
| 17-6-2018  | Москва                   | Німеччина      | 0 – 1                   | Мексика            | ЧС 2018 - 1-й етап                       | -    | 58'      |
| 23-6-2018  | Ростов-на-Дону           | Південна Корея | 1 – 2                   | Мексика            | ЧС 2018 - 1-й етап                       | -    |          |
| 27-6-2018  | Єкатеринбург             | Мексика        | 0 – 3                   | Швеція             | ЧС 2018 - 1-й етап                       | -    |          |
| 2-7-2018   | Самара                   | Бразилія       | 2 – 0                   | Мексика            | ЧС 2018 - 1/8 фіналу                     | -    | 38' 55'  |
| 12-9-2018  | Нашвілл                  | США            | 1 – 0                   | Мексика            | товариський матч                         | -    | 66'      |
| 12-10-2018 | Сан-Ніколас-де-лос-Гарса | Мексика        | 3 – 2                   | Коста-Рика         | товариський матч                         | -    |          |
| 21-11-2018 | Мендоса                  | Аргентина      | 2 – 0                   | Мексика            | товариський матч                         | -    |          |
| 23-3-2019  | Сан-Дієго                | Мексика        | 3 – 1                   | Чилі               | товариський матч                         | -    |          |
| 27-3-2019  | Санта-Клара              | Мексика        | 4 – 2                   | Парагвай           | товариський матч                         | -    | 46'      |
| 6-6-2019   | Атланта                  | Мексика        | 3 – 1                   | Венесуела          | товариський матч                         | -    | 31'      |
| 19-6-2019  | Денвер                   | Мексика        | 3 – 1                   | Канада             | Кубок КОНКАКАФ 2019 - 1-й етап           | -    |          |
| 23-6-2019  | Шарлотт                  | Мартиніка      | 2 – 3                   | Мексика            | Кубок КОНКАКАФ 2019 - 1-й етап           | -    |          |
| 28-6-2019  | Х'юстон                  | Мексика        | 1 – 1 д.ч. (5 – 4 п.п.) | Коста-Рика         | Кубок КОНКАКАФ 2019 - чвертьфінал        | -    |          |
| 3-7-2019   | Глендейл                 | Гаїті          | 0 – 1 д.ч.              | Мексика            | Кубок КОНКАКАФ 2019 - півфінал           | -    | 91'      |
| 7-7-2019   | Чикаго                   | Мексика        | 1 – 0                   | США                | Кубок КОНКАКАФ 2019 - Фінал              | -    |          |
| 10-9-2019  | Сан-Антоніо              | Аргентина      | 4 – 0                   | Мексика            | товариський матч                         | -    | 10'      |
| 16-11-2019 | Панама                   | Панама         | 0 – 3                   | Мексика            | Ліга націй КОНКАКАФ 2019-2020 - 2-й етап | 1    |          |
| 19-11-2019 | Толука-де-Лердо          | Мексика        | 2 – 1                   | Бермудські Острови | Ліга націй КОНКАКАФ 2019-2020 - 2-й етап | -    |          |
| Усього     |                          | Матчів         | 31                      |                    | Голів                                    | 2    |          |

## Титули і досягнення
- Володар Золотого кубка КОНКАКАФ (3): 2019, 2023, 2025
- Срібний призер Золотого кубка КОНКАКАФ (1): 2021
- Чемпіон Мексики (1): «Америка»: Апертура 2018
- Володар Суперкубка Нідерландів (1): 2019
- Володар Кубка Нідерландів (1): 2020-21
- Чемпіон Нідерландів (2): 2020-21, 2021-22